# Bernard Fischer
Bernard Fischer (Differdange, 30 maggio 1902 – Niederkorn, 1º  gennaio 1971) è stato un calciatore lussemburghese, di ruolo centrocampista.

## Carriera

### Club
Ha sempre giocato nel campionato lussemburghese.

### Nazionale
Ha rappresentato la Nazionale del suo paese alle Olimpiadi del 1928.